# 가면라이더 더 퍼스트
가면라이더 - 더 퍼스트(假面ライダ - The first, Kamen Rider The first)는 일본에서 제작된 나가이시 타카오 감독의 2005년 액션 영화이다. 

## 출연

### 주연
- 키카와다 마사야
- 타카노 핫세이
- 코미네 레나

### 조연
- 미야우치 히로시
- 웬츠 에이지
- 코바야시 료코
- 이타오 이츠지
- 츠다 칸지
- 아마모토 히데요
- 사다 마유미
- 시마다 큐사쿠
- ISSA